# Аданська конференція
Аданська конференція — конференція, що проходила під час Другої світової війни 30—31 січня 1943 року в місті Адана в Туреччині. У конференції брали участь прем'єр-міністр Великої Британії Вінстон Черчилль та президент Туреччини Ісмет Іненю. Під час конференції розглядалися питання турецько-британських відносин та положення в Європі, було досягнуто угоду про військову допомогу Туреччині з боку Великої Британії та США та підтверджена незмінність англо-турецького союзу, передбаченого угодою 1939 року.
Обидві сторони констатували, що Велика Британія ставиться до політики Туреччини «з повною симпатією та розумінням», і заявили про «однаковість поглядів» по провідних питаннях щодо стану справ у Європі «і особливо в тих районах, у яких Туреччина безпосередньо зацікавлена». Черчилль намагався домогтися вступу Туреччини у війну на боці союзників та забезпечити її підтримку своїм планам. Він хотів замінити відкриття другого фронту в Західній Європі вторгненням на Балкани з метою створення вигідної для Великої Британії політичної ситуації після війни.
Через німецько-турецьку співпрацю як до, так і після Аданської конференції Велика Британія та США припинили постачання зброї до Туреччини вже на початку 1944 року, тобто фактично результати цієї конференції було анульовано.